# Olga Kotljarova
Olga Ivanovna Kotljarova (ryska: Ольга Ивановна Котлярова), född den 12 april 1976 i Sverdlovsk i Sovjetunionen (nu Jekaterinburg i Ryssland), är en rysk friidrottare som tävlar i kort- och medeldistanslöpning.
Kotljarova har individuellt vunnit guld på 800 meter vid EM i Göteborg 2006 och blev fyra på samma distans vid VM 2007. På 400 meter blev hon tvåa vid inomhus-VM 2001 och åtta vid Olympiska sommarspelen 2000 för att nämna några meriter. 
Hennes stora meriter har kommit som en del av det ryska stafettlaget över 4 x 400 meter med OS-brons, VM-guld utomhus och fyra VM-guld inomhus på meritlistan. Hon har flera gånger varit med i lag som noterade världsrekord på 4 x 400 meter inomhus. 

## Personliga rekord
- 200 m - 23,35 (1996)
- 400 m - 49,77 (2004)
- 800 m - 1.57,24 (2006)